# Lucky Partners
Lucky Partners is een Amerikaanse filmkomedie uit 1940 onder regie van Lewis Milestone. De film werd destijds uitgebracht onder de titel Gelukskinderen. Het is een herwerking van de Franse filmkomedie Bonne Chance! van en met Sacha Guitry uit 1935.

## Verhaal
De artiest David deelt een loterijlot met Jean. Ze grappen dat ze samen op „huwelijksreis” zullen gaan in geval van winst. Ze winnen daadwerkelijk en gaan samen op reis naar de Niagarawatervallen, hoewel Jean al verloofd is met een andere man.

## Rolverdeling
| Acteur           | Personage          |
| ---------------- | ------------------ |
| Ronald Colman    | David              |
| Ginger Rogers    | Jean               |
| Jack Carson      | Freddie            |
| Spring Byington  | Tante              |
| Cecilia Loftus   | Mevrouw Sylvester  |
| Harry Davenport  | Rechter            |
| Hugh O'Connell   | Klerk              |
| Brandon Tynan    | Mijnheer Sylvester |
| Leon Belasco     | Nick 1             |
| Eddie Conrad     | Nick 2             |
| Walter Kingsford | Wendell            |
| Lucile Gleason   | Moeder van Ethel   |
| Helen Lynd       | Ethel              |